# راک اند رول (ترانه لد زپلین)
راک اند رول (به انگلیسی: Rock and Roll) ترانه‌ای از لد زپلین، گروه راک بریتانیایی است. این ترانه دومین ترک از چهارمین آلبوم استودیویی گروه بود که در سال ۱۹۷۱ منتشر شد. پیانیست گروه رولینگ استونز، یان استوارت به عنوان موسیقی‌دان مهمان در ضبط این ترانه شرکت داشته است. این ترانه از جمله ترانه‌هایی بود که گروه لد زپلین آن را به طور پیوسته در کنسرت‌های سال ۱۹۷۱ به بعدش اجرا می‌کرد.